# Girolamo Bardi (scienziato)

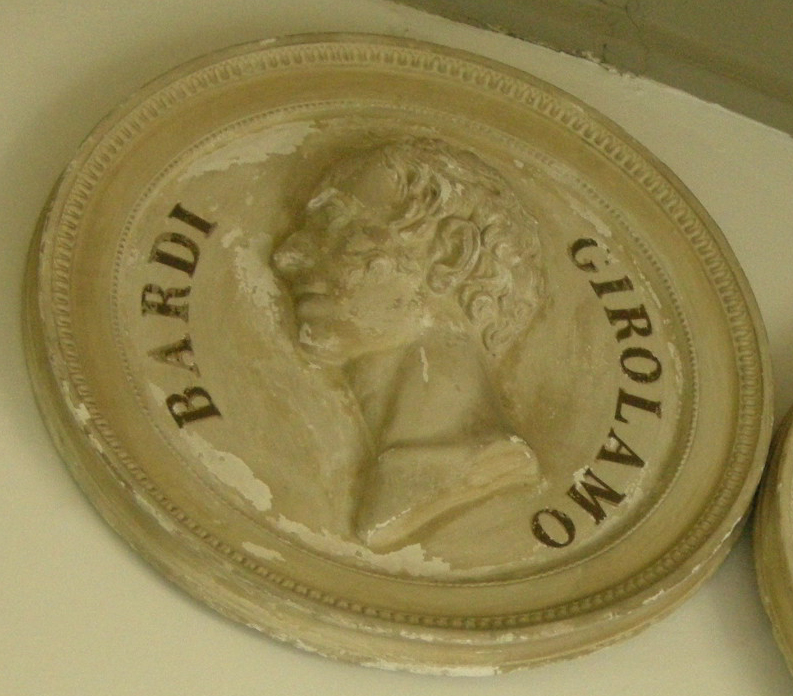
Girolamo Bardi

Girolamo Bardi (Vernio, 25 agosto 1777 – Firenze, 28 febbraio 1829) è stato uno scienziato e pedagogista italiano.

## Biografia
Il conte Girolamo Arcangelo Antonio dei Bardi nacque il 25 agosto 1777 a Vernio da Eleonora Dainelli e dal conte Cosimo Gualterotto. Ricevette una educazione conforme al rango a cui apparteneva, essendo l’erede di una delle famiglie più prestigiose della nobiltà del Granducato.
Fu suo precettore padre Carlo Alessi, già inserito nella famiglia, che resterà accanto a Girolamo anche più avanti in qualità di segretario. Ebbe un secondo precettore, padre Giovanni Babbini, lettore di filosofia, lingue classiche e matematica presso il Seminario fiorentino. Anche quest’ultimo sarà ancora al fianco di Girolamo come titolare della cattedra di Fisica teorico-sperimentale nel Liceo del Reale Museo di fisica e storia naturale di Firenze, di cui Bardi diventerà direttore. Per completare la sua educazione trascorse anche un periodo a corte come paggio del granduca Leopoldo.
Ancora ventenne cominciò a interessarsi agli esperimenti scientifici frequentando il laboratorio di Cosimo Ridolfi. Il 17 agosto 1797 presso l’Accademia dei Georgofili di Firenze lesse una dissertazione sulla cristallizzazione dei fossili e l’anno dopo un'altra sul calorico e sulla luce.
Successivamente si occupò di geologia e di mineralogia, durante alcune escursioni scientifiche raccolse campioni che poi andranno a incrementare le collezioni del Museo. Negli stessi anni emerse anche il suo interesse per il collezionismo librario e scientifico e a questo scopo ebbe sempre i suoi due maestri come punto di riferimento.
Il 6 marzo 1799 divenne socio dell’Accademia dei Georgofili, qui ebbe contatti con gli intellettuali toscani, fra cui Giovanni Fabbroni, Neri Corsini e Leonardo Frullani e con alcuni esponenti del movimento patriottico, fra questi il matematico Pietro Ferroni e il medico Francesco Chiarenti.
Il 16 settembre 1801, presso l’Accademia fiorentina, lesse la Memoria sul danno pubblico e privato degli affitti a breve in Toscana e il 10 marzo 1802 una seconda memoria Sulla più vantaggiosa forma da darsi alla potatura degli ulivi. Da questo momento in poi divenne evidente l’interesse del Bardi per la "scienza utile", per il legame tra la scienza e le sue applicazioni pratiche, che influenzerà la sua attività nel Museo di fisica e storia naturale. Inoltre la notorietà ottenuta grazie a queste letture pubbliche gli diede occasione di avvicinarsi agli ambienti della Corte toscana e di entrare in rapporto con le sorelle Paglicci, vicine alla regina Maria Luisa d’Etruria.
Ebbe anche ruoli istituzionali: fu nominato commesso aggregato alla Segreteria del Regio Diritto, con un decreto di re Ludovico del 3 settembre 1802; alcuni anni dopo, il 10 gennaio 1806, la regina Maria Luisa, accogliendo una sua supplica, gli conferì l’incarico di sotto-direttore del Museo di fisica e storia naturale, l’istituzione scientifica di maggior rilievo nella Toscana granducale. I rapporti con il direttore Giovanni Fabbroni non furono mai facili, Bardi si lamentava dell’ostilità di questi nei suoi confronti. Il 17 febbraio 1807 la Regina, rimuovendo Fabbroni, nominò direttore lo stesso Bardi, incarico che ricoprirà fino alla morte.
Maria Luisa accolse il progetto del Bardi di trasformare il Museo in un importante centro di studi e di divulgazione scientifica. Il nuovo direttore infatti aumentò il numero delle cattedre, aggiungendone alle due già istituite da Fabbroni, Botanica e Anatomia, altre quattro: Chimica, Fisica teorico-sperimentale, Astronomia e Storia naturale. Nel progetto di ampliamento del Museo c’era anche l’apertura al pubblico della Biblioteca e la fondazione di un Liceo, istituito il 20 febbraio 1807 e inaugurato il successivo 15 agosto, che nelle intenzioni di Bardi doveva essere di supplemento all'Università.
Gli interessi pedagogici del Bardi, che si erano già concretizzati nell'apertura del Liceo, si manifestarono anche nel piano per la creazione dell’Istituto di Etruria, un grandioso progetto che avrebbe dovuto riunire gli studi scientifici, letterari e artistici del Regno. Fu questo il suo primo lavoro dopo la nomina a Direttore generale della pubblica istruzione del Regno d’Etruria, conferitagli il 14 marzo 1807. L’Istituto di Etruria però non fu mai realizzato a causa della fine del dominio borbonico in Toscana.
Quando, nel marzo 1809, Napoleone ristabilì la corte a Firenze e proclamò Elisa Bonaparte nuova granduchessa, Bardi ebbe nuovamente incarichi di prestigio negli apparati amministrativi ed ebbe modo di mettere ancora una volta in luce le attività del Museo nei confronti della nuova sovrana, a cui dedicò il primo volume degli Annali, importante pubblicazione scientifica, uscita nel 1808, che illustrava le ricerche e le attività didattiche del Liceo. Anche la biblioteca del Museo, tra il 1807 e il 1814, vide un notevole incremento delle collezioni con l’acquisizione di cataloghi scientifici e di nuovi testi.
Bardi aveva avuto contatti con Napoleone già nel 1805, era stato infatti inviato come ambasciatore a Milano per assistere alla sua incoronazione e nell'occasione il sovrano lo insignì dell’Ordine della corona di ferro. Nel 1809 Napoleone lo nominò anche ambasciatore a Parigi e il 7 giugno gli conferì il titolo di Ciambellano della Granduchessa di Toscana, il 3 dicembre quello di Barone dell’Impero e il 15 gennaio 1810 il titolo di Cavaliere della Legione d’onore. Sempre nel 1810 fu nominato Governatore della Maison des pages.
Con la fine dell’Impero napoleonico e il ritorno del granduca Ferdinando III, Bardi dovette fare i conti con una crisi che coinvolse le istituzioni scientifiche toscane e fra queste il Museo. L’annesso Liceo infatti venne chiuso e Bardi si dedicò esclusivamente all'arricchimento delle collezioni mineralogiche, soprattutto grazie all'acquisizione di materiali provenienti dall'Isola d’Elba e da altri luoghi della Toscana.
Nel 1812 si iscrisse alla Ven. Arciconfraternita della Misericordia di Firenze e dal 1822 venne incluso nel "Ruolo delli individui chiamati a fare la carità agli asfissi" secondo le "Istruzioni al popolo pel soccorso degli asfissi o apparentemente morti" imposti dal Buon Governo nel 1822.
Nel 1818 riprese l’attività del Bardi in campo pedagogico, fondò a Firenze la Scuola di mutuo insegnamento in via dei Malcontenti, successivamente trasferita in via Ghibellina presso l’ex convento delle monache di San Iacopo. Si trattava di una scuola primaria gratuita, per Bardi l’istruzione doveva essere accessibile a tutti e per questo ne sostenne lui stesso le spese per tutta la vita. Questo esperimento didattico si inseriva in un clima di sperimentazioni sul mutuo insegnamento, tema dibattuto anche in Inghilterra, Francia e Svizzera per le sue implicazioni in campo sociale ed economico. Bardi continuò a interessarsi all'educazione popolare anche negli ultimi anni di vita, rivolgendo la sua attenzione all'istruzione professionale e all'artigianato. Questo suo progetto vedrà la realizzazione dopo la sua morte, grazie a un suo lascito testamentario: nel 1865 infatti aprirà il Pio Istituto de’ Bardi.
Tra il 1819 e il 1826 lesse all'Accademia dei Georgofili alcune memorie di argomento pedagogico e sociale, fra queste: Piano, ed oggetto di una Società per l'istruzione, e riforma dei delinquenti e Memoria sulla maniera di trattare i carcerati per renderli utili alla società e a se stessi. Tra il 1821 e il 1823 fu bibliotecario della stessa Accademia, alla scadenza del suo mandato lasciò il posto a Guglielmo Libri, noto per il cosiddetto “affaire Libri”.
Dopo il 1823 Bardi incrementò notevolmente la sua biblioteca privata, che comprendeva oltre a testi scientifici, anche opere letterarie e artistiche, libretti per musica e spartiti musicali. 
Sempre in questo periodo, nel 1825, grazie all'intervento del granduca Leopoldo II ci fu una timida ripresa dell’attività del Liceo del Museo di Fisica e storia naturale con la riapertura di alcune cattedre. Nel 1828 Bardi propose la riapertura anche delle cattedre di Fisica sperimentale, di Zoologia e Anatomia comparata e di Mineralogia e Geologia, ma la sua richiesta non fu accolta.
Morì il 28 febbraio del 1829 a causa della tubercolosi che lo aveva colpito alcuni anni prima. Fu l’ultimo reggente della Contea di Vernio.

## La biblioteca e l'archivio
Girolamo è stato l’ultimo erede della famiglia Bardi e fu lui a custodire, sistemare e arricchire notevolmente la biblioteca familiare, affiancato sempre dal suo “signor maestro” Carlo Alessi.
Il nucleo principale della biblioteca era situato a Firenze, in Borgo Santa Croce 71, in prossimità del palazzo Bardi di via de' Benci, mentre altre parti si trovavano nella tenuta della Villa delle Rose presso il Galluzzo e nella Villa di San Vivaldo vicino Montaione, altri libri erano conservati anche presso altre residenze.
Si possono individuare tre momenti significativi nello sviluppo della biblioteca Bardi. Una prima fase è quella della formazione della raccolta libraria a opera dei familiari di Girolamo: l’abate Cosimo Gualterotto, il nonno Orazio, il prozio fra’ Camillo e il padre Cosimo Gualterotto. Successivamente grazie a Girolamo le raccolte librarie videro un notevole accrescimento con l’acquisizione di raccolte private, di nuclei provenienti da conventi soppressi e con l’acquisto di libri italiani e stranieri. Infine la biblioteca fu donata da Girolamo, con atto testamentario, alla scuola per artigiani di cui aveva disposto la fondazione, il Pio Istituto de’ Bardi, aperto nel 1865.
Nel 1892 il fondo fu depositato dal Pio Istituto presso la Biblioteca della Facoltà di lettere e filosofia dell’Università di Firenze.
Comprende circa 13.600 volumi a stampa del periodo compreso tra il XVI e il XIX secolo, fra questi anche due incunaboli e numerose cinquecentine. È particolarmente importante la parte scientifica, ma vi sono rappresentate tutte le discipline, significativi sono anche i testi di argomento letterario e antiquario, oltre a interessanti miscellanee fiorentine.
Sempre nel 1892 il Pio Istituto donò l’archivio della famiglia Bardi, ereditato da Girolamo insieme alle raccolte librarie, all'Archivio di Stato di Firenze. L’archivio comprende i documenti privati della famiglia, un fondo diplomatico e una sezione di manoscritti e testi a stampa. Fanno parte del fondo anche gli atti amministrativi e i documenti ufficiali che riguardano le cariche pubbliche di Girolamo e il suo cospicuo epistolario.

## Opere
- Elogio del professor Attilio Zuccagni, in Annali del Museo imperiale di fisica e storia naturale di Firenze, vol. 1, 1808,  pp. 3-16.
- Prospetto sugli avanzamenti delle scienze fisiche in Toscana, in Annali del Museo imperiale di fisica e storia naturale di Firenze, vol. 1, 1808,  pp. 1-26.
- Osservazioni mineralogiche sopra alcuni luoghi adiacenti alla pianura di Prato, in Annali del Museo imperiale di fisica e storia naturale di Firenze, 2, pt. 2, 1810,  pp. 163-192.
- Sulla più vantaggiosa forma da darsi nella potatura agli ulivi, in Atti della Imp. Società economica di Firenze ossia de' Georgofili, vol. 6, 1810,  pp. 163-173.
- Memorie sulla scuola di mutuo insegnamento fondata in Firenze il 3 dicembre 1818 aperta gratis il 3 febbraio 1819 dal conte Girolamo De Bardi, Firenze, presso Giuseppe di Giovacchino Pagani, 1819.
- Sull'istituto di Fellemberg, in Continuazione degli Atti dell’I. e R. Accademia economico-agraria dei Georgofili, vol. 2, 1819,  pp. 340-351.
- Memoria sulla maniera di trattare i carcerati per renderli utili alla società e a se stessi, letta all'adunanza dell'Accademia de' Georgofili di Firenze il dì 2 luglio 1820, Firenze, nella tipografia di Luigi Pezzati, 1821.
- Sul metodo di insegnamento del signor Hamilton, portato in Italia dal signor Skene. Memoria letta all'Accademia de' Georgofili dal conte Girolamo de' Bardi nella seduta del 5 febbraio 1826, in Antologia, vol. 22, 1826,  pp. 89-99.
- Testamento solenne e codicillo del fu conte Girolamo de' Bardi, Firenze, Tipografia Bonducciana, 1857.

## Opere di attribuzione incerta
- Catechismo storico per i ragazzi nella scuola esperimentale di mutuo insegnamento fondata in Firenze il 3 dicembre 1818, aperta il 3 febbraio 1819 in vantaggio dei poveri fanciulli di detta città e mantenuta dal conte Girolamo de' Bardi a tutte sue spese, Firenze, presso Giuseppe di Giovacchino Pagani, 1819.
- Letture elementari per i ragazzi nella scuola esperimentale di mutuo insegnamento fondata dal conte Girolamo de' Bardi a tutte sue spese, Livorno, presso Tommaso Masi e comp., 1819.
- Sillabario italiano del quale si fa uso nella scuola esperimentale di mutuo insegnamento fondata in Firenze il 3 dicembre 1818, ed aperta il 3 febbraio 1819 in vantaggio dei poveri fanciulli di detta città dal conte Girolamo de' Bardi a tutte sue spese, Firenze, nella Stamperia Piatti, 1820.